# Mangunweni
Mangunweni is een bestuurslaag in het regentschap Kebumen van de provincie Midden-Java, Indonesië. Mangunweni telt 2626 inwoners (volkstelling 2010).